# Nördlicher Ferghanakanal
Der Nördliche Ferghanakanal (usbekisch Shimoliy Fargʻona kanali) ist ein Bewässerungskanal im Ferghanatal in Zentralasien. Der Kanal ist 162,5 km lang und fließt durch Usbekistan und Tadschikistan.

## Geschichte
Der Nördliche Ferghanakanal wurde 1940–1941 nach dem Großen Ferghanakanal zusammen mit dem Südlichen Ferghanakanal erbaut. Als Ergebnis dieser Kanalbauten stieg die bewässerte Fläche erheblich an und die Baumwollernte verdoppelte sich.

## Verlauf
Der Nördliche Ferghanakanal wird bei Uchqoʻrgʻon nach rechts aus dem Naryn ausgeleitet und verläuft im Wesentlichen in Richtung Westen. Er fließt zwischen Chortoq und Uychi hindurch und durchquert Namangan. In seinem weiteren Verlauf durch die Viloyat Namangan passiert er den Rezaksay-Stausee im Süden und fließt durch Pop. Danach überquert er die Grenze nach Tadschikistan, wo er von rechts in den Syrdarja mündet.
Von den 162,5 km des Kanals verlaufen 144 km durch die Viloyat Namangan in Usbekistan und 18,5 km durch die Provinz Sughd in Tadschikistan.

## Nutzung
Der Nördliche Ferghanakanal wird zur Bewässerung in der Landwirtschaft genutzt, vor allem für den Anbau von Baumwolle. Die bewässerte Fläche beträgt etwa 1175 km², davon etwa 715 km² in Usbekistan und etwa 460 km² in Tadschikistan.